# Wspólnota administracyjna Weiding
Wspólnota administracyjna Weiding – wspólnota administracyjna (niem. Verwaltungsgemeinschaft) w Niemczech, w kraju związkowym Bawaria, w rejencji Górny Palatynat, w regionie Ratyzbona, w powiecie Cham. Siedziba wspólnoty znajduje się w miejscowości Weiding.
Wspólnota administracyjna zrzesza dwie gminy wiejskie (Gemeinde): 
- Gleißenberg, 886 mieszkańców, 15,39 km²
- Weiding, 2 565 mieszkańców, 28,16 km²